# 님기름

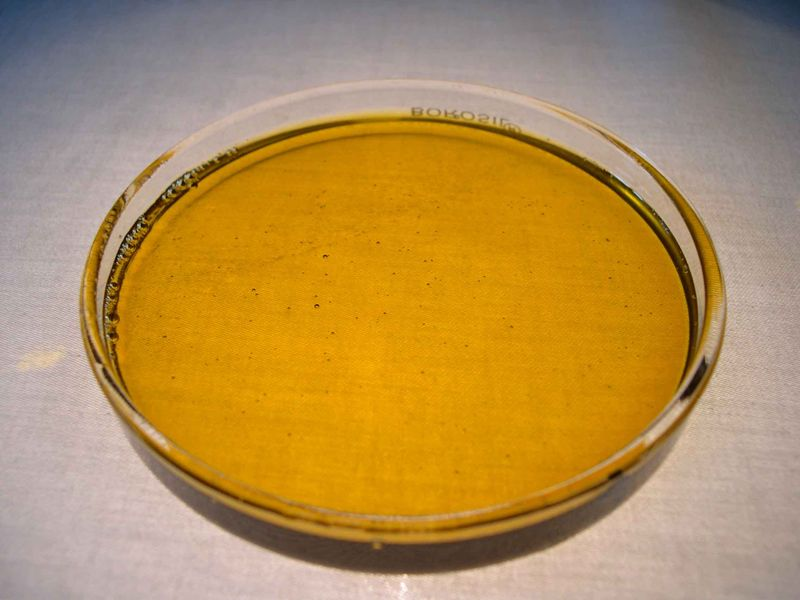
님기름

님기름은 님나무 열매에서 짠 기름이다. 노란 색부터 갈색이나 붉은색을 띠는 것까지 있으며, 땅콩 냄새와 마늘 냄새를 섞은 것 같은 냄새가 난다. 비누나 화장품 등을 만드는 데 쓰인다. 임부의 사용은 권장되지 않으며, 어린이가 님기름을 섭취할 시 간 손상이 발생할 수 있다. 성인 또한 님기름을 섭취할 시 구토, 경련, 독성 뇌병증 등이 발생할 수 있다.